# Tayfun Hut
Tayfun Hut (* 19. Juli 1967 in Istanbul) ist ein ehemaliger türkischer Fußballspieler und -trainer. Trotz nur zweieinhalbjähriger Tätigkeit für Galatasaray Istanbul wird er mit diesem Verein assoziiert.

## Spielerkarriere

### Verein
Hut begann mit dem Vereinsfußball in der Jugendabteilung des Istanbuler Vereins Sarıyer SK und wurde hier 1986 in den Profikader des damaligen Erstligisten aufgenommen. Kurze Zeit später kam er zu regelmäßigen Einsätzen und spielte hier die nächsten zwei Spielzeiten lang. Da er in seiner zweiten Spielzeit deutlich weniger Spieleinsätze hatte als in der Vorsaison, verließ er zum Sommer 1988 den Verein und wechselte zum damaligen Zweitligisten Muğlaspor. Hier etablierte er sich sofort als Stammspieler und avancierte in seiner zweijährigen Zeit zu einem der Shootingstars der Liga, wodurch Erstligisten auf ihn aufmerksam wurden.
Zum Sommer 1990 wechselte beim Istanbuler Traditionsklub Galatasaray Istanbul der langjährige linke Außenverteidiger Semih Yuvakuran zum Erzrivalen Fenerbahçe Istanbul. Auf der Suche nach einem Ersatz für Yuvakuran wurden die Verantwortlichen auf Hut aufmerksam, der in seiner bisherigen Karriere neben seiner Tätigkeit im defensiven Mittelfeld auch auf der Position des linken Außenverteidigers aktiv war und verpflichteten ihn zur Saison 1990/91. In seiner ersten Saison für Galatasaray gelang ihm nicht der Sprung in die Stammformation, dennoch absolvierte Hut 18 Ligaspiele und schaffte es zum Nationalspieler. Zum Saisonende wurde Hut mit seinem Team hinter dem Erzrivalen Beşiktaş Istanbul Türkischer Vizemeister und Türkischer Pokalsieger. In die zweite Saison startete Hut mit seiner Mannschaft mit dem TSYD-Pokal-Sieg. Zudem nahm man am Europapokal der Pokalsieger der Spielzeit 1991/92 teil und kam hier bis ins Viertelfinale. Im Viertelfinale scheiterte man an dem späteren Pokalgewinner Werder Bremen. Während Hut von der Fachpresse in dieser Europapokalsaison gelobt wurde, wurde er aufgrund seiner Leistung in der Hinspielbegegnung gegen Werder Bremen heftig kritisiert. Galatasaray verlor dieses Spiel nach Auffassung der Fachpresse unverdient mit 1:2, wobei Hut an beiden Gegentreffern eine Mitschuld zugesprochen wurde. In der Liga belegte Galatasaray weit abgeschlagen hinter Beşiktaş und Fenerbahçe Istanbul den 3. Tabellenplatz. Nach den letzten drei enttäuschenden Jahren stellte Galatasaray für die Spielzeit 1992/93 den deutschen Trainer Karl-Heinz Feldkamp ein. Feldkamp setzte mehrere gestandene Spieler aus und formierte mit den verbliebenen Spielern und vielen jungen Spielern eine neue Mannschaft. Hut zählte zu den Spielern die im Kader blieben. Mit Feldkamp startete die Mannschaft mit der Titelverteidigung im TSYD-Pokal in die Saison. Obwohl Hut in der Mannschaft blieb, wurde er bis zur Hinrunde von Feldkamp nur einige wenige Male eingesetzt und saß meistens auf der Ersatzbank.
Nachdem Hut die Hinrunde der Saison 1992/93 eher auf der Ersatzbank saß, wurde er für den Rest der Spielzeit an den Ligakonkurrenten Aydınspor ausgeliehen. Bei seinem neuen Verein spielte er nahezu in allen Partien der Hinrunde mit, verpasste aber mit seinem Verein den Klassenerhalt.
Zur Saison 1993/94 kehrte er zu Galatasaray zurück und wurde an den Stadtrivalen MKE Ankaragücü abgegeben. Bei diesem Verein spielte er in seiner ersten Saison in 17 Erstligapartien mit. Für die zweite Saison wurde er an den Zweitligisten Sakaryaspor ausgeliehen. Nach einer Spielzeit für Sakaryaspor wurde er samt Ablöse an diesen Verein abgegeben. Nachdem hier auch in der zweiten Saison der Aufstieg in die 1. Lig nicht gelang, verließ Hut diesen Verein.
Für die Spielzeit 1996/97 wechselte er innerhalb der Liga zu Karabükspor. Bei diesem Klub schaffte er es auf Anhieb in die Stammformation und sorgte mit seinen Leistungen dafür, dass sein Verein Zweitligameister wurde und so direkt in die 1. Liga aufstieg. In die 1. Liga aufgestiegen, blieb er zwei Spielzeiten bei diesem Verein und zählte aufgrund seiner Erfahrung zu den Führungsspielern. Nachdem zum Sommer 1999 der Klassenerhalt misslang, verließ Hut Karabükspor und wechselte zum Zweitligisten Kartalspor. Hier spielte er zwei Spielzeiten lang und beendete anschließend seine aktive Fußballspielerlaufbahn.

### Nationalmannschaft
Im Rahmen eines EM 1992-Qualifikationsspiels gegen die Polnische Nationalmannschaft wurde Hut vom damaligen Nationaltrainer Sepp Piontek in den Mannschaftskader der Türkischen Nationalmannschaft nominiert. In dieser Partie vom 17. April 1991 bestritt er sein erstes und einziges Länderspiel.

## Trainerkarriere
Nach seinem Karriereende betreute Hut von 2005 bis 2007 in der Funktion des Cheftrainers den damaligen Zweitverein Galatasaray Istanbuls Beylerbeyi SK. Seit 2010 arbeitet er bei Galatasaray als Nachwuchstrainer und betreut seit Sommer 2011 die Reservemannschaft.

## Erfolge

### Als Spieler
- Mit Galatasaray Istanbul
  - Vizemeister: 1990/91
  - Pokalsieger: 1990/91
  - Viertelfinalist des Europapokals der Pokalsieger: 1991/92
  - TSYD Kupası: 1991/92, 1992/93
- Mit Karabükspor
  - Meisterschaft der TFF 1. Lig: 1996/97
  - Aufstieg in die Süper Lig: 1996/97